# 데니스 호이

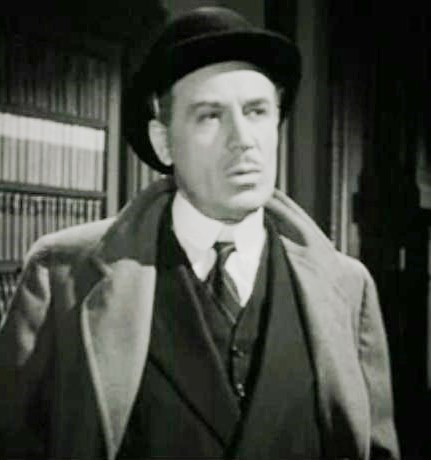

데니스 호이(Dennis Hoey, 1893년 3월 30일 ~ 1960년 7월 25일)는 영국의 배우, 극작가, 연극 배우이다.
런던에서 태어났으며 팜비치에서 사망하였다. 사인은 질병이다.

## 영화
- 플리머스 어드벤쳐 (1952년)
- 다윗과 밧세바 (1951년)
- 더 시크릿 가든 (1949년)
- 성난 파도 (1948년)
- 크리스마스 이브 (1947년)
- 골든 이어링 (1947년)
- 폭스 오브 해로우 (1947년)
- 셜록홈즈 - 공포의 밤 (1946년)
- 쉬-울프 오브 런던 (1946년)
- 낯선 여인 (1946년)
- 왕과 나 (1946년)
- 타잔 - 조니 웨이스뮬러 편 10 (1946년)
- 천일야화(영어판) (1945년)
- 키티 (1945년)
- 녹원의 천사 (1944년)
- 셜록홈즈 - 비밀병기 (1943년)
- 프랑켄슈타인 늑대인간 만나다 (1943년)
- 언제나 영원히 (1943년)
- 카이로 (1942년)
- 디스 오보브 올 (1942년)
- 독수리는 다시 난다 (1941년)
- 아이 스파이 (1934년)
- 갈리폴리 전투 (1931년)